# Mose Allison

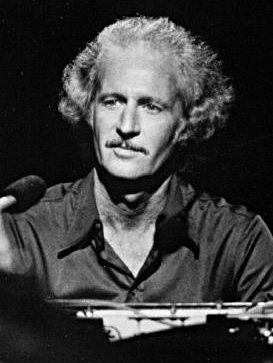
Mose Allison
(1975)

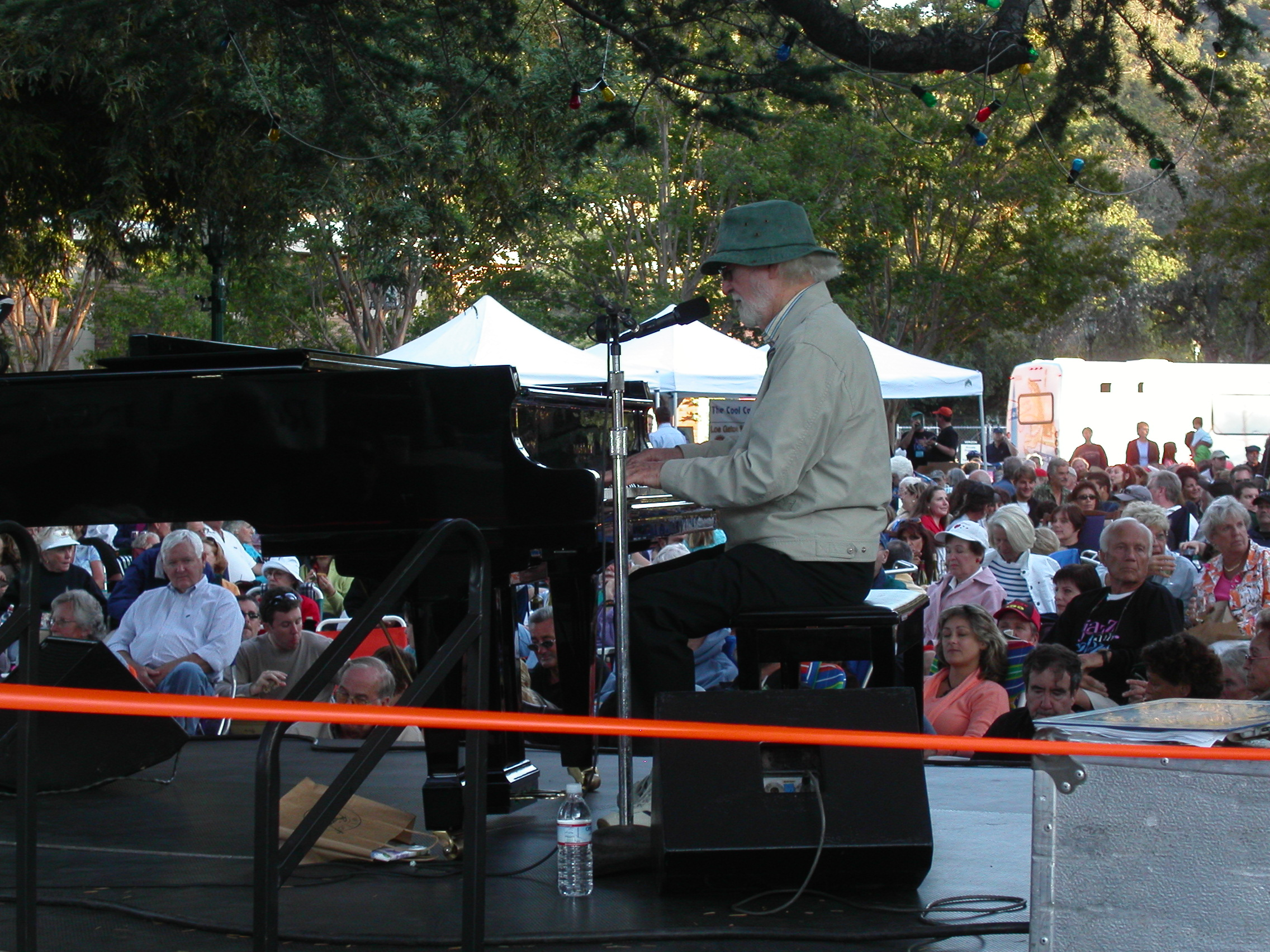
Mose Allison
(2007)

Mose Allison (Tippo (Mississippi), 11 november 1927 – Hilton Head Island, 15 november 2016) was een Amerikaanse jazz- en bluesmuzikant.

## Biografie
Naast zanger en pianist was Allison ook een singer-songwriter. Zijn eerste opnames maakte hij in 1956 voor het platenlabel Prestige. In de jaren zestig stond hij onder contract bij Atlantic, om in 1987 bij Blue Note neer te strijken. Anno 2007 trad Allison nog regelmatig op.
Verschillende van zijn songs werden gecoverd door andere artiesten, zoals Van Morrison, Elvis Costello, the Clash, Leon Russell, Curtis Stigers, Dani Klein. Bijvoorbeeld: Your Mind Is on Vacation en Everybody's Cryin' Mercy.
Allison is opgenomen in de Mississippi Musicians Hall of Fame.

In 2013 ontving Allison de eretitel van Jazz Master van de National Endowment for the Arts, de hoogste eer voor jazzartiesten in de VS.

## Trivia
Een regel in een van zijn songs luidt: and I lost my mind in a wild romance. Dit was de bron voor de naam Wild Romance, de begeleidingsband van Herman Brood. Zowel Brood als diens manager Koos van Dijk waren fans van Allison. The Who heeft het nummer Young Man Blues regelmatig rond 1970/1971 opgevoerd. Ze hadden het ook al in hun begintijd gespeeld. Het nummer komt voor op de albums: Live at Leeds, Live at the Isle of Wight Festival 1970, Live at the Royal Albert Hall, Odds and Sods en op de deluxe edition van Tommy.

## Discografie
- Back Country Suite (Prestige, 1957)
- Local Color (Prestige, 1957)
- Young Man Mose (Prestige, 1958)
- Ramblin' with Mose (Prestige, 1958)
- Creek Bank (Prestige, 1958)
- Autumn Song (Prestige, 1959)
- Transfiguration of Hiram Brown (Columbia, 1959)
- I Love the Life I Live (Columbia, 1960)
- Takes to the Hills (Epic, 1961) (V-8 Ford Blues, 1966)
- I Don't Worry About a Thing (Atlantic, 1962)

- Swingin' Machine (Atlantic, 1962)
- Mose Allison zingt (Prestige, 1963)
- Het woord van Mose (Atlantic, 1964)
- Wild Man on the Loose (Atlantic, 1965)
- Mose Alive! (Atlantic, 1965)
- I've Been Doin' Some Thinkin' (Atlantic, 1968)
- Hello There, Universe (Atlantic, 1969)
- Western Man (Atlantic, 1971)
- Mose in Your Ear (Atlantic, 1972)
- Your Mind Is on Vacation (Atlantic, 1976)

- Pure Mose (32 Jazz, 1978)
- Middle Class White Boy (Discovery, 1982)
- Lessons in Living (Elektra, 1982)
- Ever Since the World Ended (Blue Note, 1987)
- My Backyard (Blue Note, 1989)
- The Earth Wants You (Blue Note, 1993)
- Tell Me Something: The Songs of Mose Allison (Verve, 1996), met Van Morrison, Georgie Fame en Ben Sidran.
- Gimcracks and Gewgaws (Blue Note, 1997)
- The Mose Chronicles: Live in Londen, vol. 1 (Blue Note, 2001)
- The Mose Chronicles: Live in Londen, vol. 2 (Blue Note, 2002)